# Vendas Novas
Vendas Novas es una ciudad de portuguesa, en el distrito de Évora, región del Alentejo y comunidad intermunicipal de Alentejo Central, con cerca de 10 900 habitantes.
En esta localidad se produce el plato típico: Bifana.

## Geografía
Es sede de un municipio de 222,51 km² de área y 11 260 habitantes (2021), subdividido en 2 freguesias. El conjunto de las freguesias está limitado al este por el municipio de Montemor-o-Novo, al sur por Alcácer do Sal, al oeste por Palmela y al noroeste por la parte oriental de Montijo. El municipio fue creado en 1962. Anteriormente era apenas una freguesia de Montemor-o-Novo.

## Demografía
| Gráfica de evolución demográfica de Vendas Novas entre 1970 y 2021 |
|                                                                    |
| Datos según el nomenclátor publicado por el INE portugués.         |

## Freguesias
Las freguesias de Vendas Novas son las siguientes:
- Landeira
- Vendas Novas